# Roberto Ardigò
Roberto Ardigò (Casteldidone (Llombardia), 28 de juny, 1828 - Roma (Lacy), 15 de setembre, 1920)
Durant prop de quaranta anys va regentar a la Universitat de Pàdua la càtedra d'Història de la Filosofia; en aquest llarg període va poder veure la florida i la decadència dels seus ideals filosòfic, pels quals va treballar amb un entusiasme i una tenacitat mai desmentits. A la llarga sèrie d'escrits indicats al text de l'Enciclopèdia cal afegir encara la seva tasca